# مركز هلمهولتز لبحوث الأيونات الثقيلة
 مركز هلمهولتز لبحوث الأيونات الثقيلة هو مركز بحوث في دارمشتات بألمانيا، بني في عام 1969. الغرض منه إجراء بحوث في مجال الأيونات الثقيلة مثل أيونات الرصاص أو الذهب في دارمشتات بألمانيا. وهو مركز البحوث العلمية الوحيد في ولاية هيسن.

## نشأة المركز وتمويله
المشاركون في تمويل المركز GSI
هم
```
الحكومة الألمانية المركزية بنشسبة 90% وولاية هيسن الألمانية بنسبة 8% كما تشترك ولاية 
راينلاند - فالتز
 وولاية 
تورنغن
، كل منهما بنصيب 1%.
المركز هو أحد 
مجموعة مراكز هلمهولتز الألمانية للبحوث العلمية
. 
```

اتخذ مركز البحوث
GSI
هذه التسمية في 7 أكتوبر 2008 بغرض زيادة شهرة مجموعة هلمهولتز في عموم ألمانيا وفي العالم بوجه عام. ومايساعد ذلك على تبادل المعلومات والعمل المشترك.

## المنشآت العلمية الكبيرة فيه
حصل مركز هلمهولز لبحوث الأيونات الثقيلة على عدة معجلات للجسيمات.
- المعجل UNILAC

وهو معجل خطي مستقيم يسرع أيونات الذرات إلى نحو 20% من سرعة الضوء. وقد اجريت عند هذه السرعة للأيونات عدد كبير من التجارب العلمية، ومن بين نتائجها اكتشاف عناصر كيميائية ثقيلة جدا، مثل البور، والهاسيوم وماينيريوم ودارمشتاتيوم ورونتغينيوم وكوبرنيكوسيوم، وهي عناصر يقع وزنها الذري بين 107 و 112 .
- المعجل SIS18 هو مسرع دوراني تزامني يسرّع الأيونات إلى نحو 90% من سرعة الضوء.

- المعجل هو حلقة تخزين تدور فيها الأيونات بسرعات عالية تختزن حتى وقت استعمالها في تجارب علمية. هذه الحلقة للتخزين ايونات بين والآخر بتخزين جسيمات الأيونات المعجلة في SIS.[5]

- االحلقة كرايرينغ Cryring هي حلقة تعجيل مضاد البروتونات ساهمت في إنشائها السويد من أجل مشروع

FAIR
وهما حلقة تعجيل وحلقة تخزين، لها مصدرها المستقل للأيونات ولها معجل خطي مستقل. بذا يمكن إجراء تجارب علمية مستقلة طبقا لمشروع
FAIR. تلك المنشأة تبلغ في الحجم نصف حجم ESR
ويرتبط للمنشأتان ببعضهما البعض ويمكنهما اتغذية بالجسيمات بينهما.
توجد بالإضافة إلى ذلك أجهزة عد وقياس وأنشطة أخرى، مثل:
- SHIP وهو عداد جسيمات يستطيع التعرف على منتجات انصهار نووي والتعرف على الأيونات الثقيلة. ت جا جاد لل

- عداد FOPI يستكشف التفاعلات النووية.

- HADES وهو مطياف إلكترون لداسة خواص الهادرونات وبصفة خاصة عند درجات حرارة وضغط مرتفعين.

- جهاز فصل جسيمات FRS هو ينتج نظائر مشعة يقوم بعزل بعزلها عن بعضها كما يقوم بعزل منشقات تفاعل اندماج نووي.

- HITRAP هو جهاز كبير يستطيع تهدئة سرعة الأتيونت جسيمات السريعة عالية الشحنة وتخزينها في حلقة تخزين لحين استخدامها.

- TASCA عازل جسيمات مليء بغاز يستطيع عزل الجسيمات المرتدة، تلك الجسيمات ال تنشأ من اندماج نووي بين أيونات ثقيلة.

- موقع للعلاج بأشعة أيونات، تعالج الأورام، وهي تستخدم أيونات الكربون.

- يشارك المركز في تجربة أليس، المبنية في مصادم الهادرونات الكبير.

## اقرأ أيضا
- مجموعة مراكز هلمهولتز الألمانية للبحوث العلمية